# Сюсе, Ян Педер
Ян Педер Сюсе (норв. Jan Peder Syse; 25 ноября 1930, Нёттерёй — 17 сентября 1997, Осло) — норвежский адвокат и политик от Консервативной партии. Премьер-министр с 1989 по 1990 год.

## Биография
Родился в Нёттерёе, его отец был хирургом-стоматологом и местным политиком. В 1957 году Сюсе получил учёную степень в области права и стал членом национального совета Консервативной партии Норвегии. Первоначально работал юристом в судоходной компании, с 1963 года занялся политикой, будучи избранным в городской совет Осло, в котором работал два срока. В 1965 году стал заместителем представителя своей губернии в стортинге, полноправным членом парламента — с 1969 года, работая в составе самых разнообразных комитетов и часто назначаясь делегатом парламента в различные международные организации. С 1 ноября 1970 года по 17 марта 1971 года — государственный секретарь министерства юстиции, с 16 сентября 1983 года по 4 октября 1985 года — министр промышленности, с 16 октября 1989 по 3 ноября 1990 года — премьер-министр, в 1993—1997 годах — президент лагтинга. Работал в норвежском парламенте на протяжении 25 лет вплоть до своей внезапной смерти от кровоизлияния в мозг в 1997 году.